# Clube Recreativo Leões de Porto Salvo
O Clube Recreativo Leões de Porto Salvo é um clube desportivo sediado na vila de Porto Salvo, Portugal. A equipa de futsal de Leões de Porto Salvo joga na Primeira Divisão Portuguesa de Futsal.
Vencedor do Campeonato da Segunda Divisão 2010/11, o clube destaca-se da sua recuperação ao alcançar as meias-finais do Campeonato Nacional da I Divisão de Futsal em 2011/12, não estando longe de eliminar o SL Benfica na meia-final (3-2 vitória no primeiro jogo, 2-5 e 1-2 derrotas nos dois jogos seguintes). Sendo destacado nos exatos confrontos, Vítor Hugo é então transferido para o SL Benfica.

## Títulos
- Campeonato Nacional da II Divisão de Futsal (2010-11)

## Equipa principal
A partir de 8 de agosto de 2018
| #  | Posição      | Nome             | Nacionalidade |
| -- | ------------ | ---------------- | ------------- |
| 1  | Guarda-redes | Bebé             | Portugal      |
| 2  | Médio        | Paulinho         | Portugal      |
| 3  | Guarda-redes | Bruno Marques    | Portugal      |
| 4  | Defesa       | Diogo Santos     | Portugal      |
| 6  | Distribuidor | Bruno Rodrigues  | Portugal      |
| 7  | Médio        | Djô              | Portugal      |
| 8  | Médio        | Fábio Aguiar     | Portugal      |
| 9  | Atacante     | João Silva       | Portugal      |
| 10 | Atacante     | Papa Unjanque    | Portugal      |
| 11 | Médio        | Dura             | Portugal      |
| 14 | Médio        | Ré               | Portugal      |
| 16 | Defesa       | André Nabais     | Portugal      |
| 19 | Guarda-redes | Hélder Fernandes | Portugal      |
| 30 | Médio        | Rúben Santos     | Portugal      |
| 77 | Médio        | Danny Cigano     | Portugal      |

## Ligações Externas
- Website oficial]

1. ↑  «Cr Leões Porto Salvo». FPF. Consultado em 16 de junho de 2025
2. ↑  Abola.pt (8 de junho de 2025). «Leões Porto Salvo dispara em várias direções após derrota com Sporting | Abola.pt». Abola.pt. Consultado em 16 de junho de 2025
3. ↑  «Historial». Clube Recreativo Leões Porto Salvo | Site Oficial. Consultado em 16 de junho de 2025